# Cosmologie inhomogène
La cosmologie inhomogène signifie normalement l'étude de la structure de l'Univers et de son expansion ou bien avec une solution exacte cosmologique de l'équation d'Einstein, c'est-à-dire un espace-temps (une variété lorentzienne) induite d'une métrique, ou bien avec une méthode de calcul des moyennes spatiales ou spatio-temporelles. Ces modèles ont pour but de prendre en compte l'inhomogénéité de la distribution de la matière à l'époque de la formation des grandes structures afin de modéliser ou bien une structure telle qu'un grand vide ou un amas de galaxies, ou bien l'Univers, souvent en traitant l'énergie sombre comme hypothèse superflue,. Ces approches contrastent avec la théorie des perturbations, qui considère des petites perturbations de la densité par rapport à une métrique homogène, ce qui est valable lorsque ces fluctuations sont faibles, et avec les simulations à N-corps qui utilisent la gravité de Newton, ce qui est une approximation supposant que les vitesses relatives soient petites et les champs gravitationnels faibles. Parmi les travaux vers une approche non-perturbative se trouve l'Approximation relativiste Zel'dovich. En 2016, Thomas Buchert, George Ellis, Edward Kolb et leurs collègues ont estimé que si l'Univers est bien décrit par des variables cosmiques dans un schéma qui inclut une méthode de calcul des moyennes, alors l'hypothèse selon laquelle l'énergie sombre serait un artéfact de l'usage trop naïf de l'équation d'Einstein reste un problème scientifique ouvert.

## Solutions exactes
Les solutions radialement inhomogènes avec symétrie (spatiale) sphérique, avec la métrique Lemaître–Tolman (souvent appelée aussi Lemaître–Tolman–Bondi), sont très souvent étudiées, ainsi que la métrique Stephani et la métrique Szekeres.

## L'approche des moyennes
La méthode de calcul des moyennes la plus répandue est celle des moyennes scalaires, c'est-à-dire la moyenne d'un paramètre scalaire est une moyenne pondérée selon l'élément de volume de la métrique. La méthode donne des paramètres de la "backreaction" (rétroaction) cinématique et de la courbure moyenne régionale, qui n'est pas, en général, spatialement homogène. Les équations de base de cette approche sont souvent appelées les équations de Buchert, d'après leur auteur principal.